# Покровська волость (Херсонський повіт)
Покровська волость — адміністративно-територіальна одиниця Херсонського повіту Херсонської губернії.
Станом на 1886 рік складалася з 3 поселень, 3 сільських громад. Населення — 6539 осіб (3290 чоловічої статі та 3249 — жіночої), 1106 дворових господарства.
|                    | Площа, десятин | У тому числі орної, дес. |
| ------------------ | -------------- | ------------------------ |
| Сільських громад   | 22299          | 15868                    |
| Казенної власності | 4344           | 443                      |
| Іншої власності    | 240            | 240                      |
| Загалом            | 26883          | 16551                    |

Найбільші поселення волості:
- Покровське (Вшиве) — село при річці Вошивій за 150 верст від повітового міста, 2978 осіб, 495 дворів, православна церква, школа, земська станція, лавка, базар по неділях.
- Костромське — село, 3379 осіб, 597 дворів, православна церква, школа, 2 лавки.